# 圣雅各 (安大略省)
圣雅各（St. Jacobs）是加拿大安大略省滑铁卢区伍利奇乡（Woolwich）的一个社区，紧邻滑铁卢市北侧。这是一个旅游的热门地点，拥有古雅的村庄外观、零售以及门诺派传统。滑铁卢区是加拿大最大的门诺派聚居区，尤其集中于圣雅各附近一带，路上经常可见到传统的马车运输，许多人在农田里也用马拉。
康尼斯托加河贯穿村庄，它在19世纪50年代为村庄的原始磨坊提供动力。2016年人口普查时，圣雅各的人口增长到1988人。
其中心以南三公里处是受欢迎的旅游胜地圣雅各农贸市场（St. Jacobs Farmers' Market）。

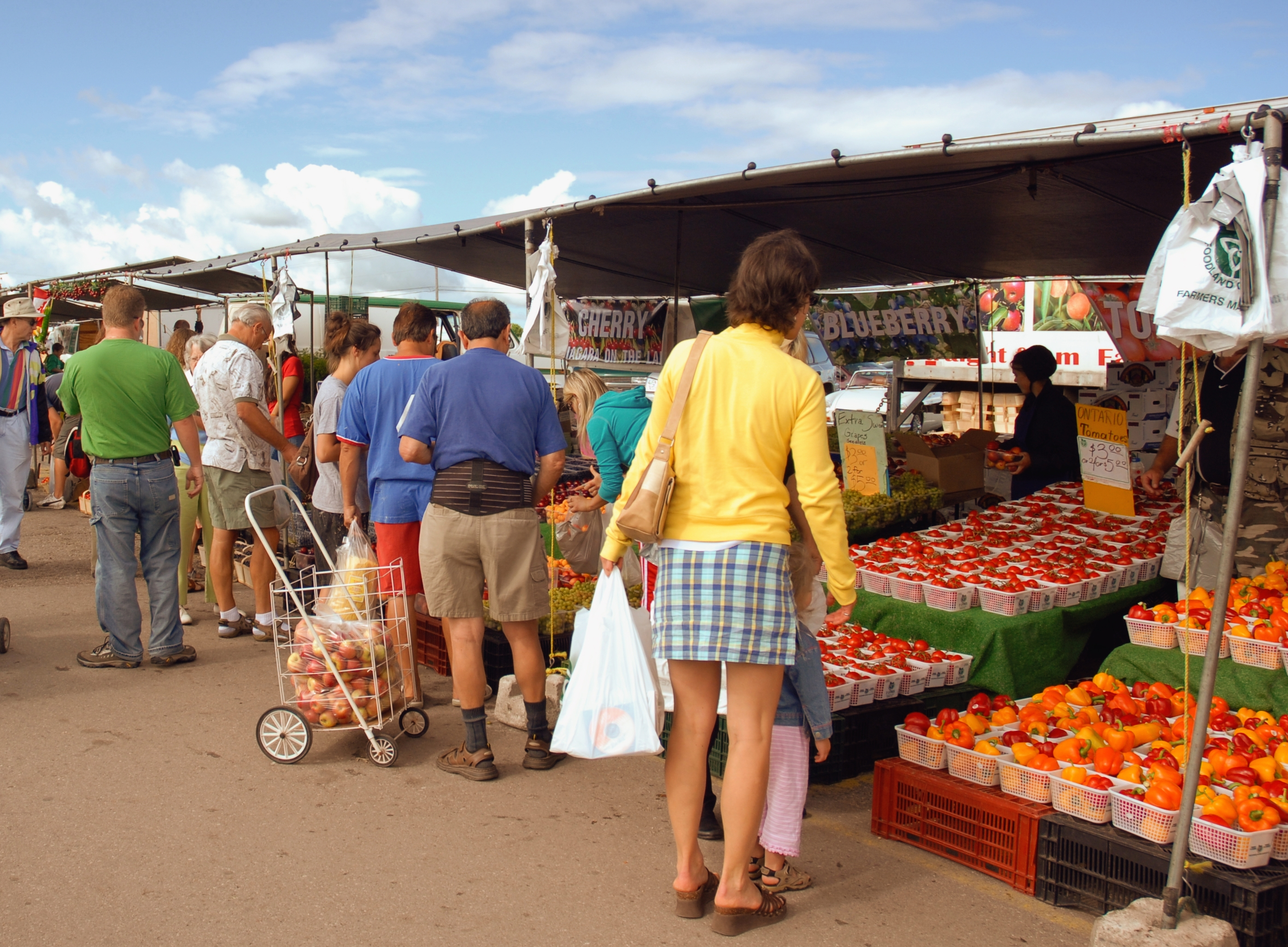
圣雅各农贸市场